# Szalajka-völgy
A Szalajka-völgy Szilvásváradon található. A Bükk-vidék egyik legszebb, a kirándulók számára egyik legjobban kiépített része.

## Leírása
A magashegységi jellegű völgy nevét a 19. században kapta az itteniek fő megélhetéséről, a latin sal alcali után szalalkálinak nevezett kálium-karbonát (hamuzsír) égetéséről. A Szalajka-patakban már hosszú ideje vadon él a sebes pisztráng, aminek szaporítása érdekében a patak medrét több helyen visszaduzzasztották, mesterséges neveldéket alakítottak ki. A völgyben mintegy 100 éve tenyésztik a pisztrángokat. Helyi specialitás a füstölt, sült pisztráng. Ezen kívül csak egy hasonló pisztrángkeltető telep működik még a Bükkben, az Lillafüred közelében van.

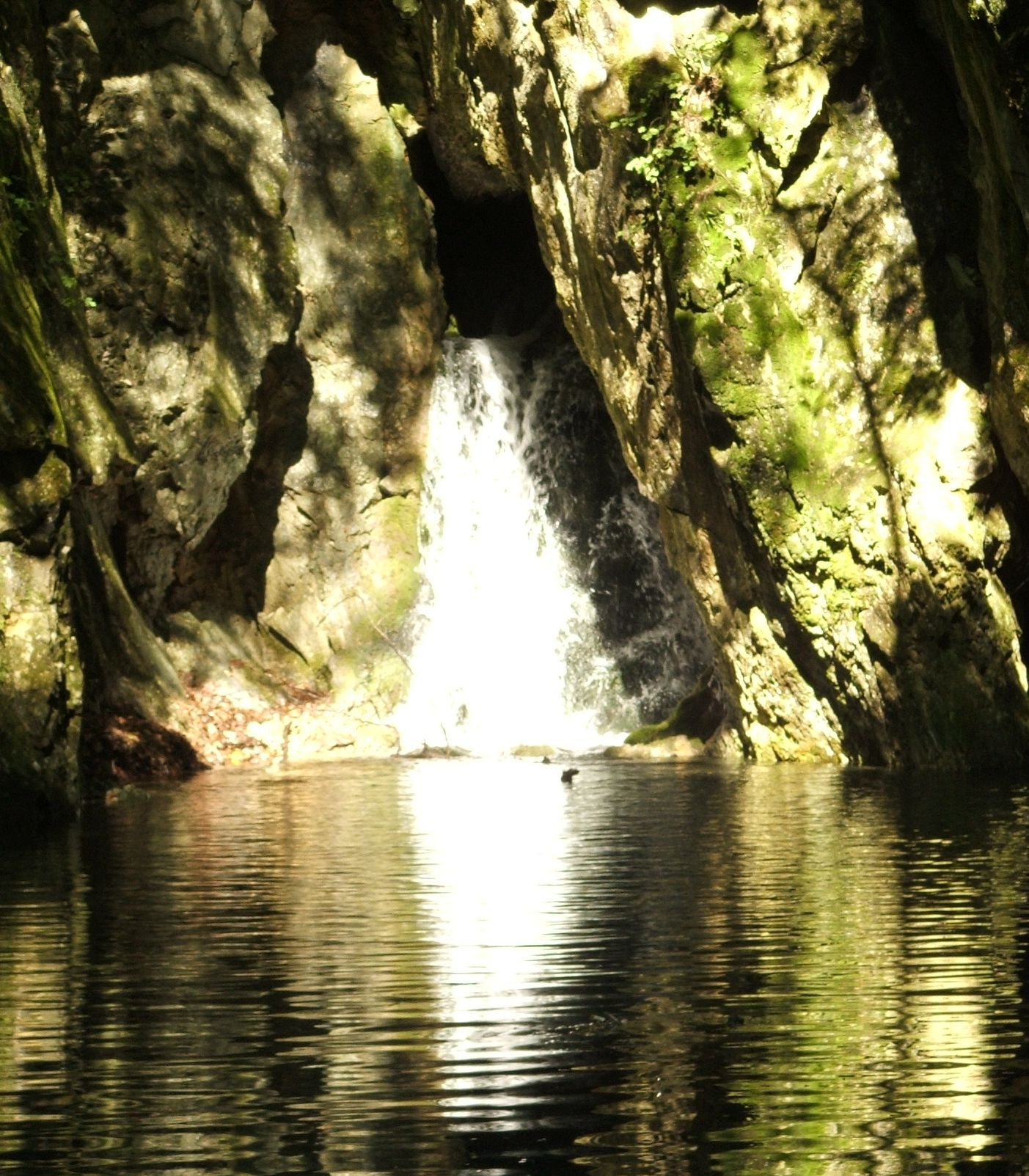
A Szikla-forrás a Szalajka-völgyben

A völgyben közlekedik a Szilvásváradi Erdei Vasút.
A Szalajka-patak forrásai tipikus karsztforrások, szélsőséges vízjárással. A Szalajka-forrás egy rövid szakaszon bejárható cseppkőbarlangból tör a felszínre. Vize hideg, az éves középhőmérsékletnek megfelelő.
A Szikla-forrás a vízzáró agyagpala és a mészkő határán, egy sziklahasadékból tör elő. Időszakos forrás, aminek vize a Szalajka-forrásénál egy-két fokkal melegebb. Ebből valószínűsíthető, hogy mielőtt a felszínre érne mélyebb kőzetrétegeken (mélykarszton) halad át.
A vadaskert fő látnivalói a hazánkba az 1880-as években betelepített muflon (Ovis musimon), valamint a dámszarvas (Dama dama).
A források fölött magasodik az Istállós-kő. Az Istállós-kő és a Tar-kő között, a hegység Virágos-sár nevű részén található a Bükki Nemzeti Park egyik nevezetessége, az őserdő.

## Nevezetességei
- Fátyol-vízesés
- Erdei múzeum
- Istállós-kői-barlang
- Szilvásváradi Erdei Vasút
- Kárpátok őre[2]

## Képek

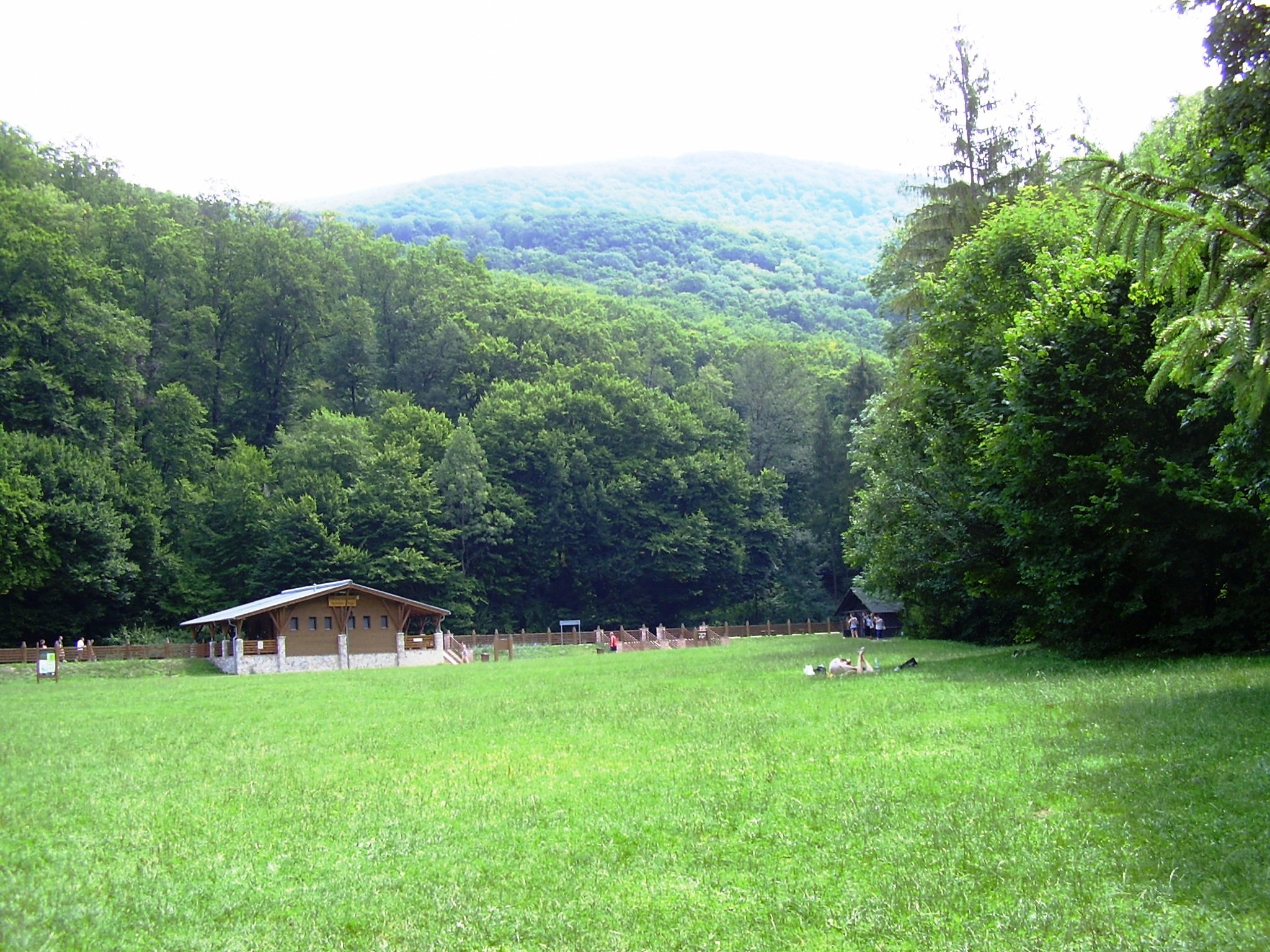
Fátyol-vízesés vasútállomás
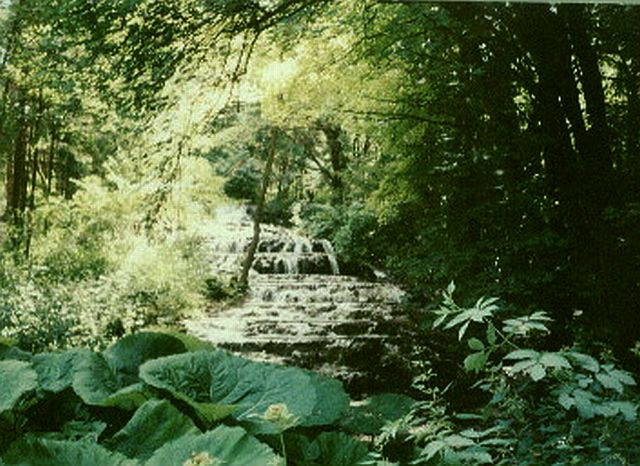
Szalajka-patak Fátyol-vízesés
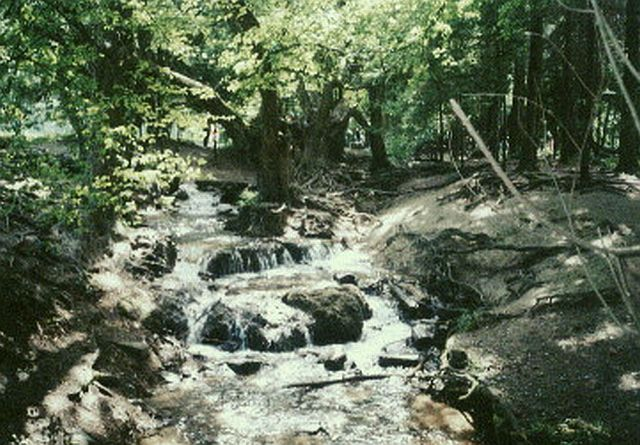
Szalajka-patak Fátyol-vízesés
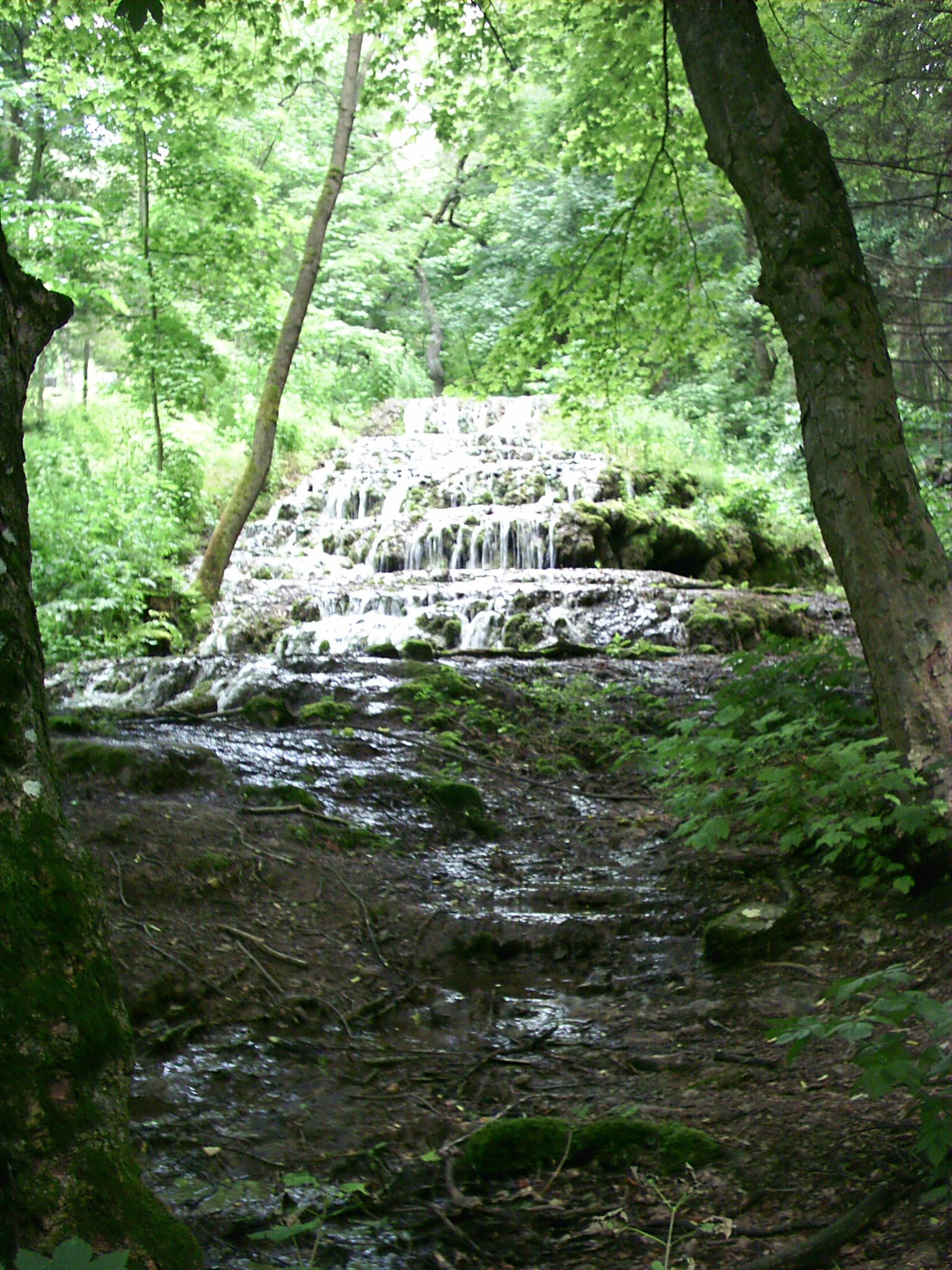
Fátyol-vízesés
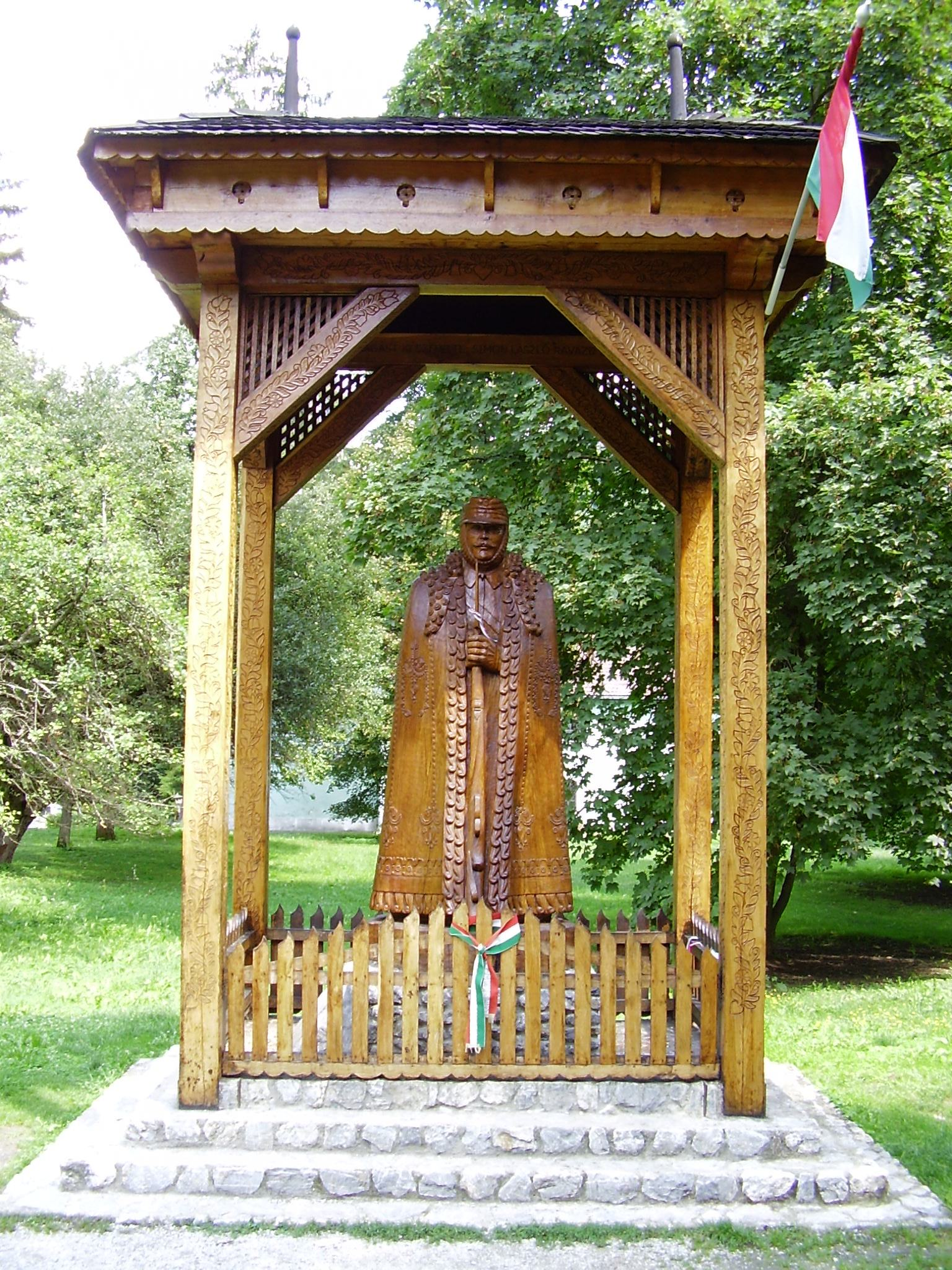
Kárpátok őre